# Битва за Донбас (з 2022)

Битва за Донбас — тривалий військовий наступ Східного театру воєнних дій Російського вторгнення в Україну. 21 лютого Після визнання Російською федерацією ЛДНР сепаратрсти та регулярна Армія РФ сильно посилили вогонь та почали вести наступ на Авдіївку. 24 лютого 2022 року розпочалися бої між збройними силами РФ та України за контроль над Донецькою та Луганською областями Донбасу. Військові аналітики вважають битву частиною другої стратегічної фази вторгнення.
До 23 червня 2022 року російські чиновники заявляли, що контролюють 55 % Донецької області. Російські та сепаратистські сили контролюють міста Маріуполь, Сєвєродонецьк,  Лисичанськ та Рубіжне.   

## Передумови
Донбас був місцем тривалих бойових дій між сепаратистами самопроголошених ДНР та ЛНР, разом з гібридними військами Російської Федерації та Збройними силами України.

### Попередні операції
У лютому 2022 року в підконтрольних Росії терористичних анклавах "Донецька Народна Республіка" та "Луганська Народна Республіка" почалися масова евакуація та загальна мобілізація після загострення на «лінії зіткнення». 21 лютого Росія офіційно визнала ДНР і ЛНР суверенними державами.
24 лютого 2022 року президент Росії Путін у зверненні заявив, що Росія починає «спеціальну воєнну операцію» з «демілітаризації та денацифікації» України. Після цього Збройні сили Росії почали наступ в зоні ООС, вздовж російсько-українського та частково білорусько-українського кордону, з тимчасово окупованого Криму.
Внаслідок успішного протистояння Збройних Сил України наприкінці березня Росія заявила про відведення своїх сил з Поліського (Житомирська, Київська області) та Сіверського (Чернігівська, Сумська області) напрямків. Причиною відведення фактично стала тактична поразка Росії на цих напрямках. На початку квітня ці терени були звільнені українською армією.
Водночас Росія почала передислоковувати підрозділи, які брали участь у бойових діях на цих напрямках, на схід України, зокрема Харківську, Донецьку та Луганську області. Головною ціллю росіян стало повне захоплення Маріуполя та оточення і знищення українських військовослужбовців у зоні ООС.
22 квітня 2022 року в.о. командувача військ ЦВО РФ Рустам Міннекаєв оголосив метою «нової фази» встановити повний контроль над сходом та півднем України, що має забезпечити сухопутний коридор до окупованого Криму, а також вихід до окупованого Росією Придністров'я, де начебто «утискають російськомовних».

## Перебіг подій
Наступ російських сил відбувався на лінії Рубіжне — Ізюм — Гуляйполе — Маріуполь з метою захоплення української території та знищення українських військ на Донбасі та окупації території Донецької та Луганської областей до терористичних угруповань ДНР та ЛНР, контрольованих Росією. Вважається другою стратегічною фазою російського вторгнення в Україну.
За масштабами та значенням битва може прирівнятися до масштабів операцій Другої світової війни, нагадує умови та початковий розвиток битви на Курській дузі (1943).
В цілому, оперативна-стратегічна ситуація не відповідала передумовам битви такого масштабу, і станом на лютий 2023 року, очікування баталії такого масштабу затягується. 
Українці продовжували атакувати російські склади боєприпасів і логістичні об’єкти в Донецькій області за допомогою авіаударів і, як повідомляється, реактивних систем реактивної артилерії M142 HIMARS або M270, які постачали США. З’явилося відео, як нібито вибухає склад боєприпасів у Сніжному Донецької області, а проукраїнські джерела припускають, що українські сили використовували надані США M142 HIMARS для атаки на склад глибоко за лінією фронту Росії та «ДНР».

## Реакція

### Україна
- Президент Зеленський заявив 19 квітня, що битва за Донбас вже почалася[33].

### Росія
- 18 квітня міністр закордонних справ Росії Сергій Лавров заявив про початок нового етапу «спецоперації» в Україні[34].
- 22 квітня заступник командувача військами Центрального військового округу Рустам Міннєкаєв заявив, що однією з цілей «другої фази» так званої «спецоперації» Росії в Україні є встановлення повного контролю (повна окупація) над Донбасом[35].

### Міжнародна реакція
- Через початок нового етапу російських атак Еммануель Макрон і Джо Байден запланували зустріч з главами Німеччини, Британії, Канади, Італії, Польщі, Румунії. До них мали приєднатися генсек НАТО Єнс Столтенберг, президент Єврокомісії Урсула фон дер Ляєн і президент Європейської ради Шарль Мішель[36].
- Велика Британія: пані посол в Україні Мелінда Сіммонс заявила: «Битва за Донбас розпочалася. Україна не бореться за те, щоб відібрати територію у РФ. Україна бореться за право мирно жити на власній території. Україна бореться за право жити»[37].
- Туреччина: президент Реджеп Тайїп Ердоган заявив: «У цій війні не буде переможця, оскільки програє все людство»[38].